# Équipe de Côte d'Ivoire masculine de handball
Dernière mise à jour : 28 mars 2024.
L'équipe de Côte d'Ivoire masculine de handball est la sélection nationale représentant le Cameroun dans les compétitions internationales masculines de handball.
La sélection est médaillée d'argent aux Jeux africains de 1965 et a participé 17 fois au Championnat africain et ont été notamment vice-champion en 1981. 
En revanche, la sélection n'a jamais été qualifiée pour un Championnat du monde.

## Parcours

### Championnat d'Afrique des nations
| Édition             | Rang                       |
| ------------------- | -------------------------- |
| Tunisie 1974        | non qualifié               |
| Algérie 1976        | 6e                         |
| Congo 1979          | 7e                         |
| Tunisie 1981        | Médaille d'argent, Afrique |
| Égypte 1983         | 7e                         |
| Tunisie 1985        | 6e                         |
| Maroc 1987          | 6e                         |
| Algérie 1989        | 6e                         |
| Égypte 1991         | 5e                         |
| Côte d'Ivoire 1992  | 5e                         |
| Tunisie 1994        | 6e                         |
| Bénin 1996          | 8e                         |
| Afrique du Sud 1998 | 7e                         |
| Algérie 2000        | non qualifié               |

| Édition      | Rang         |
| ------------ | ------------ |
| Maroc 2002   | 10e          |
| Égypte 2004  | forfait      |
| Tunisie 2006 | 7e           |
| Angola 2008  | non qualifié |
| Égypte 2010  | 12e          |
| Maroc 2012   | 10e          |
| Algérie 2014 | non qualifié |
| Égypte 2016  | non qualifié |
| Gabon 2018   | non qualifié |
| Tunisie 2020 | 14e          |
| Égypte 2022  | non qualifié |
| Égypte 2024  | non qualifié |
| Total        | 17/26        |

### Jeux africains
| Édition            | Rang                       |
| ------------------ | -------------------------- |
| Brazzaville 1965   | Médaille d'argent, Afrique |
| Lagos 1973         | 4e                         |
| Alger 1978         | forfait                    |
| Nairobi 1987       | non qualifié               |
| Le Caire 1991      | non qualifié               |
| Harare 1995        | non qualifié               |
| Johannesbourg 1999 | non qualifié               |
| Abuja 2003         | non qualifié               |
| Alger 2007         | 7e                         |
| Maputo 2011        | non qualifié               |
| Brazzaville 2015   | 7e                         |
| Casablanca 2019    | non qualifié               |
| Accra 2023         | non qualifié               |
| Total              | 4/13                       |